# Lambert Auer

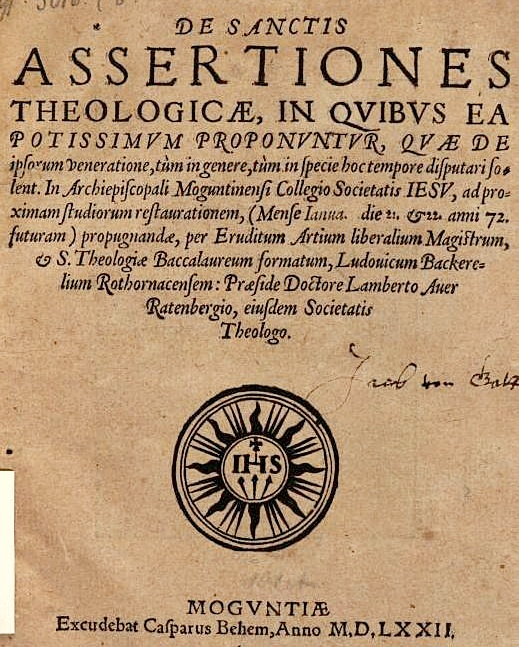
Buchtitelblatt Jesuitenkolleg Mainz, mit Erwähnung von Pater Lambert Auer, 1572

Lambert Auer (* 1533 in Rattenberg, Tirol; † 4. Mai 1573 in Rom) war ein Jesuit, Prediger und Theologe.

## Leben und Wirken
Lambert Auer stammte aus Rattenberg in Tirol, zog bereits in seiner Jugend nach Ingolstadt, trat dort  1551 in den Jesuitenorden ein und wurde ins Noviziat nach Wien geschickt. Hier studierte  er an der Universität und betätigte sich auch bereits als Prediger. St. Petrus Canisius schrieb am 14. Dezember 1551 über ihn, er sei  „ein echter Deutscher“  der zu großen Hoffnungen berechtige. Seine Studien in Philosophie und Theologie setzte Lambert Auer in Rom fort.
Auf dem ersten Generalkapitel des Ordens diskutierte er öffentlich theologische Fragen mit seinem Konfrater Benedikt Pererius. Nach einer erneuten Verwendung in Wien kam Lambert Auer 1561 nach Mainz, wo er der erste Rektor des neuen  Jesuitenkollegs wurde und an der Universität lehrte. Erzbischof Daniel Brendel von Homburg schätzte den Pater in hohem Maße und ließ sich auch von ihm beraten. 1564 beauftragte er ihn, den zukünftigen Speyerer Weihbischof Matthias Ob auf seine Geeignetheit zu prüfen und darüber ein Gutachten zu erstellen. 
1564 hielt sich Lambert Auer auch zur Erholung in Speyer auf und hatte dort die Menschen durch seine Predigten im Dom sowie in St. Jakob begeistert. 1565 konnte der dortige Domprediger Hans Hering krankheitshalber sein Amt nicht ausüben. Im November des Jahres starb zudem sein Vertreter, der Kreuzaltar-Pfarrer Nikolaus Hutzel. Der pflichteifrige Speyerer Generalvikar Andreas von Oberstein wandte sich in dieser Notsituation an Erzbischof Brendel in Mainz, den er gut kannte, da er aus dem Speyerer Domstift hervorgegangen war. Er bedrängte ihn förmlich, Pater Lambert Auer aus Mainz zu beurlauben und ihn erneut nach Speyer zu schicken, damit für die Kathedrale ein guter Prediger zur Verfügung stehe. Daniel Brendel von Homburg genehmigte dies, knüpfte aber daran die Bedingung, dass man baldmöglichst auch in Speyer ein Jesuitenkolleg gründen solle, um zukünftig selbst derartige Geistliche zu haben. Auer kam deshalb Ende 1565 als provisorischer Domprediger nach Speyer und versah dieses Amt bis in den Herbst 1566 hinein. Er wurde abgelöst von Pater Hermes Halpaur  der ihm als Domprediger nachfolgte und erster Rektor des 1567 gegründeten Jesuitenkollegs Speyer wurde. 
Der Päpstliche Nuntius Kardinal Giovanni Francesco Commendone (1523–1584) nahm Pater Lambert Auer 1568 als seinen theologischen Berater zur Reise in den Norden Deutschlands mit, wo er bei den verschiedenen Reichsständen für eine Wiedervereinigung der Kirche warb. Nach einem Disput mit protestantischen Theologen vor Markgraf Joachim II. von Brandenburg räumte dieser am Ende gegenüber Kardinal Commendone ein, Auer sei der Scharfsinnigste gewesen und habe alle anderen weit übertroffen.   
1573 entsandte man Lambert Auer als Vertreter der Rheinischen Jesuitenprovinz zum 3. Generalkapitel des Ordens, nach Rom. Hier wurde Pater Everard Mercurian am 23. April 1573 zum General des Jesuitenordens gewählt. Bald nach dieser Wahl verstarb Auer unerwartet in Rom. 
In Band 1 des Pantheon der Literaten und Künstler Bambergs heißt es 1812 über ihn: „Er verband mit dem geradesten Charakter zugleich die größtmögliche Bescheidenheit, Demut und Frömmigkeit“.    
Pater Lambert Auer war bekannt mit dem Freiherrn Leopold von Stralendorf († 1626), der unter seinem Einfluss zum Katholizismus konvertierte.